# Мігель Мора Поррас
Хосе Мігель Мора Поррас (ісп. José Miguel Mora Porras; 29 вересня 1816 — 15 червня 1887) — державний і політичний діяч, тимчасовий президент Коста-Рики в листопаді 1849 року.

## Політична кар'єра
У 1846—1847 роках представляв провінцію Гуанакасте в Конституційній асамблеї, а 1848 — був обраний депутатом Сан-Хосе.
16 листопада 1849 року Конституційний конгрес прийняв відставку президента Хосе Марії Кастро Мадріса. Оскільки посада віцепрезидента республіки була на той момент вакантною, а заступник голови Конгресу Насаріо Толедо не зміг зайняти пост президента, бо не був костариканцем за походженням, тимчасовим президентом став Мігель Мора Поррас, який неофіційно почав виконувати обов'язки президента напередодні.
За його врядування до Сан-Хосе прибув Фредерик Чатфілд, консул Великої Британії в Центральній Америці. Мора Поррас прийняв його 24 листопада.
26 листопада 1849 року Мігель Мора Поррас передав президентські повноваження своєму старшому брату Хуану Рафаелю.
Після того Мігель Мора Поррас повернувся на посаду депутата. Від 22 березня до 6 квітня 1850 року він знову виконував обов'язки президента через тимчасову відсутність Хуана Рафаеля Мори Порраса.
1855 року його переобрали депутатом Сан-Хосе, але він не зміг добути визначений термін, оскільки 1859 року стався державний переворот, в результаті якого було повалено його брата й порушено конституційний лад у країні.
Після того Мігель Мора Поррас був змушений залишити країну й оселитись у Сальвадорі. За кілька років він повернувся до Коста-Рики, але пішов з політичного життя.